# Робин Гидиън
Робин Гидиън (на английски: Robin Gideon) е американска писателка на произведения в жанра исторически и съвременен любовен роман и еротичен любовен роман.

## Биография и творчество
Робин Гидиън е родена във Фридли, Минесота, САЩ. Работила е като служител във вестник в Минесота и Уисконсин, и като сценарист за ситуационна комедия в Минеаполис.
През 1988 г. е издаден първият ѝ исторически любовен роман „Shadow Passion“. След още 10 любовни романа прекратява временно писателската си кариера.
Насочва се към самостоятелно публикуване на еротични любовни романи в електронен формат. През 2008 г. са публикувани първите ѝ произведения в този жанр в поредицата „Копринени грехове“.
Омъжена е и има дъщеря. Робин Гидиън живее със семейството си в Мансфийлд, Масачузетс.

## Произведения

### Самостоятелни романи
- Shadow Passion (1988)
- Outlaw Ecstasy (1989)
- Passion's Tender Embrace (1990)
- Ecstasy's Princess (1990)
- Wild Caress (1991)
- Pirate's Passionate Slave (1991)
Страстната робиня на пирата, изд.: ИК „Съвременник“, София (1992), прев.
- Royal Ecstasy (1992)
- Viking Ecstasy (1993)
- Royal Rapture (1993)
- Passion's Bandit (1994)
- Loving Samantha (1996)
- A Dangerous Passion (2005)
- Passion of Madeline (2008)
- Ecstasy in Eden (2008)
- Comanche Heat (2009)
- Fantasy Fest: Buy-Back (2009)
- Satisfying Olympia (2010)
- Freeing Emily (2011)
- Penelope's Awakening (2011)
- Maria Rediscovers Passion (2012)
- Ariel in Ecstasy (2014)
- Bobbi Jo in Ecstasy (2015)
- Diana Finds Ecstasy in the Big Easy (2016)

### Серия „Копринени грехове“ (Silky Sins)
1. Silky Sins: Cassandra (2008)
2. Silky Sins: Appolonia (2008)

### Серия „Кралски желания“ (Royal Desires)
1. A Royal Dilemma (2009)
2. Another Royal Dilemma (2010)

### Серия „Страстите на Дивия Запад“ (Wild West Passion)
1. Cheyenne Desire (1995)
2. The Sioux Warrior (2014)
3. The Agent's Shadow (2014)

### Серия „Династия Дакота“ (Dakota Dynasty)
1. Ecstasy Times Two (2011)
2. Ecstasy Times Two Plus Three (2013)

### Серия „Пътят на лосовете“ (Elk's Crossing)
1. Ecstasy in Elk’s Crossing (2012)
2. Dark Desire in Elk's Crossing (2013)

### Серия „Втори шанс в любовта“ (Second Chance at Love)
1. Estelle's Story (2012)
2. Celeste's Story (2012)
3. Faye's Story (2012)

### Серия „Малтретиран“ (Manhandled)
1. Ashlynn (2015)
2. Victoria's Story (2015)